# Arthur Jonath
Karl Arthur (Arthur) Jonath (Bentrop, 9 september 1909 – Neu-Isenburg, 11 april 1963) was een Duitse atleet, die zich had toegelegd op de sprint. Hij nam eenmaal deel aan de Olympische Spelen en won hierbij twee medailles.

## Biografie

### Begonnen als bokser
Jonath begon zijn sportieve loopbaan overigens als bokser. Als zeventienjarige jongeling volgde hij ijverig de trainingen die werden gegeven door de Duitse kampioen in het bantamgewicht Trippe. Totdat zijn moeder er genoeg van had, dat haar zoon steeds met de sporen van grondige bokstraining naar huis kwam. Zij verbood haar zoon het boksen, waarna deze zijn bokshandschoenen verruilde voor spikes. Het was immers reeds tijdens zijn middelbareschooltijd gebleken, dat hij op de korte afstand al zijn kameraden versloeg.

### Eerste successen
In 1928 behaalde Jonath zijn eerste successen. In Krefeld werd hij West-Duits kampioen op de 100 m, maar ondanks deze prestatie kwam hij dat jaar nog niet in aanmerking om mee te doen aan de Duitse kampioenschappen, waar tevens de atleten die zouden deelnemen aan de Olympische Spelen in Amsterdam, werden vastgesteld.
Het jaar 1929 werd door ziekte en een spierscheuring een verloren jaar, maar in 1930 revancheerde hij zich met diverse overwinningen op prominente tegenstanders, waaronder de Duitse sprintkampioen Helmut Körnig, die hij bij een wedstrijd in Hannover met een halve meter versloeg.
In 1931 verbeterde Jonath zich aanzienlijk en kwam hij tot tijden van 10,4 s op de 100 en 21,4 op de 200 m. Ook bleek hij op andere atletiekonderdelen het nodige in zijn mars te hebben, zoals een sprong van meer dan 7 meter bij het verspringen.

### Favorietenrol op OS 1932
Arthur Jonath groeide in 1932 uit tot een van de favorieten voor een overwinning op 100 m tijdens de Olympische Spelen van Los Angeles. Enkele maanden ervoor had hij namelijk in Bochum op dit nummer met een tijd van 10,3 het wereldrecord van Percy Williams uit 1930 geëvenaard. Eenmaal in Amerika aangekomen, was hij echter niet opgewassen tegen de Amerikanen Eddie Tolan en Ralph Metcalfe, die beiden in Los Angeles eveneens 10,3 in de benen bleken te hebben. Jonath moest genoegen nemen met het brons. Ruiterlijk gaf hij na afloop zijn nederlaag toe: "Tolan was beter dan ik. Hij zou ook op de Olympische Spelen in een ander land hebben gewonnen."
Met zijn teamgenoten Helmut Körnig, Friedrich Hendrix en Erich Borchmeyer won Jonath vervolgens zilver op de 4 x 100 m estafette in een tijd van 40,9. Het goud ging naar het Amerikaanse estafetteteam, dat met een tijd van 40,0 het wereldrecord verbeterde.
Ten slotte nam Jonath ook nog deel aan de 200 m, maar op dit nummer bleef hij, gestart in de buitenbaan, op een vierde plaats steken. De Amerikanen, wie anders, legden beslag op alle drie de plaatsen op het erepodium.
Jonath beklaagde zich trouwens over de kou die hij 's nachts in Los Angeles moest doorstaan. De huizen in het olympisch dorp hadden namelijk geen ramen en daar kwam je tijdens kille nachten op onaangename wijze achter. "Hierdoor was je voortdurend verkleumd", aldus Jonath.

### Einde atletiekloopbaan
Een jaar later kwam Arthur Jonath in eigen land opnieuw tot 10,3. Hij realiseerde deze tijd op 23 juli 1933 in Düsseldorf. Het is een van de laatst bekende wapenfeiten van Jonath, bij wie de sportieve ambities allengs in de benen zakten, niet in het minst onder invloed van zijn stiefvader, een fanatieke aanhanger van de in 1933 aan de macht gekomen Nationaalsocialisten. In de bestenlijsten van de Duitse kampioenschappen komt hij sindsdien niet meer voor en op de Olympische Spelen van 1936 in Berlijn ontbrak Jonath.
In zijn actieve tijd was Jonath eerst aangesloten bij de Dortmunder Sportclub van 1895, vervolgens vanaf 1929 bij Sportvereeniging '78 uit Hannover en ten slotte bij TuS Bochum.

## Titels
- Duits kampioen 100 m – 1931, 1932
- Duits kampioen 200 m – 1931, 1932

## Persoonlijke records
| Onderdeel | Prestatie      | Datum       | Plaats   |
| --------- | -------------- | ----------- | -------- |
| 100 m     | 10,3 s (ex-WR) | 5 juni 1932 | Bochum   |
| 200 m     | 21,2 s         | 3 juli 1932 | Hannover |

## Palmares

### 100 m
- 1931:  Duitse kamp. – 10,8 s
- 1932:  Duitse kamp. – 10,6 s
- 1932:  OS – 10,4 s

### 200 m
- 1931:  Duitse kamp. – 22,2 s
- 1932:  Duitse kamp. – 21,2 s
- 1932: 4e OS – 21,6 s

### 4 x 100 m
- 1932:  OS – 40,9 s

- Gemeinsame Normdatei: 140788743
- International Standard Name Identifier: 0000 0000 7749 0272
- Virtual International Authority File: 107775526